# Cầu Quay (Mỹ Tho)

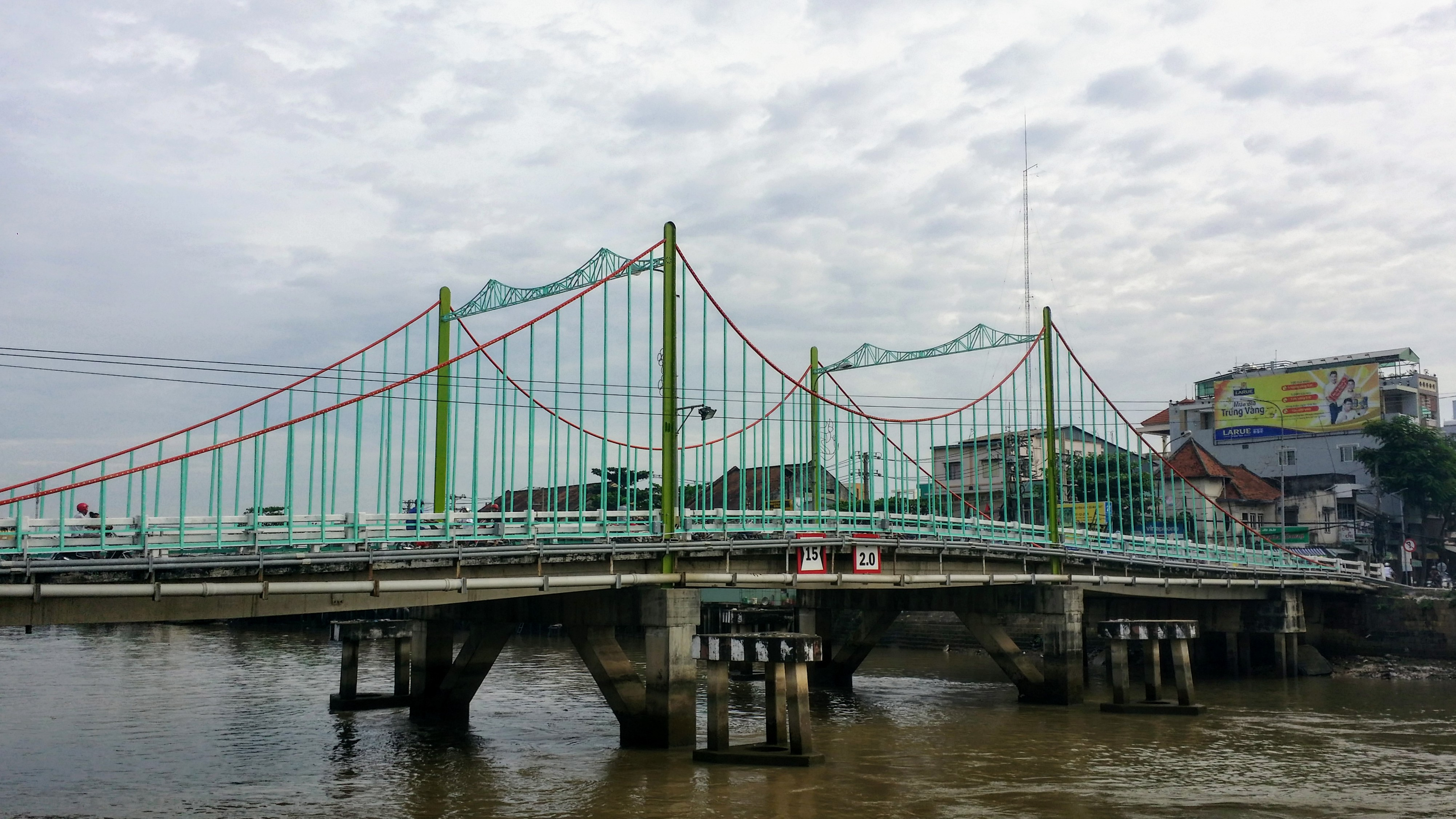
Cầu Quay hiện nay

Cầu Quay là một cây cầu bắc qua kênh Bảo Định tại phường Mỹ Tho, tỉnh Đồng Tháp, Việt Nam. Đây có thể xem là cây cầu xoay đầu tiên tại Việt Nam.
Cầu nằm ở trung tâm thành phố Mỹ Tho, nối liền đường Thủ Khoa Huân (thuộc phường 1 cũ) với đường Đinh Bộ Lĩnh (thuộc phường 2 cũ và phường 3 cũ).
Cầu Quay được người Pháp xây dựng lần đầu tiên vào khoảng những năm 1890. Đây là một cây cầu sắt do kiến trúc sư người Pháp Gustave Eiffel thiết kế. Điểm nhấn của cầu là nhịp giữa gồm hai đoạn riêng biệt, có thể kéo lên cao như nóc nhà để tàu bè qua lại dễ dàng. Vào năm 1938, cầu bị sập (nhưng không do tai nạn nào) nên được xây dựng lại bằng bê tông cốt thép. Đến năm 1993, cầu Quay lại được phá dỡ và xây lại như hiện nay.